# 鸡麻

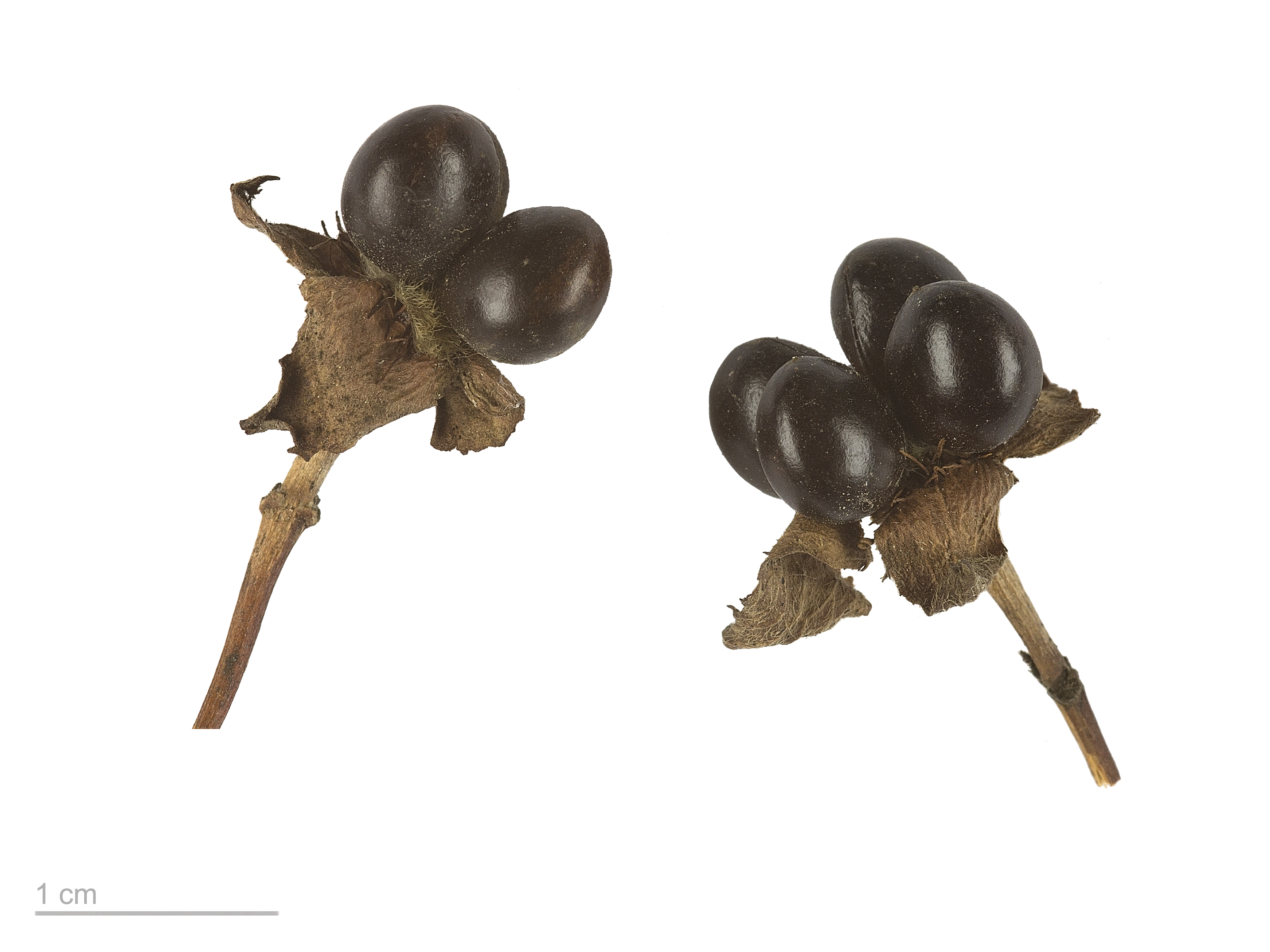
Rhodotypos scandens

鸡麻（学名：Rhodotypos scandens）为蔷薇科鸡麻属的植物。分布在日本、朝鲜以及中国大陆的浙江、辽宁、湖北、山东、陕西、甘肃、安徽、江苏、河南等地，生长于海拔100米至800米的地区，多生于山坡疏林中及山谷林下阴处，目前尚未由人工引种栽培。

## 外部連結
- 雞麻 Jima（页面存档备份，存于） 藥用植物圖像資料庫 (香港浸會大學中醫藥學院) （繁體中文）（英文）